# نونو فلیچه
نونو فلیچه (ایتالیایی: Nonno Felice) یک کمدی موقعیت ایتالیایی است که مابین سال‌های ۱۹۹۲ تا ۱۹۹۵ پخش شد.

## بازیگران
- جینو برامیری
- سونیا گرئی
- جیزلا سوفیو
- گوئیدو چرنیلیا